# Краснопільська волость (Охтирський повіт)
Краснопільська волость — адміністративно-територіальна одиниця Охтирського повіту Харківської губернії.
На 1862 рік до складу волості входили:
- слобода Краснопілля;
- хутір Підкраснопільський;
- хутір Просянівський;
- слобода Покровська;
- слобода Пушкарна;
- слобода Самотоївка;
- село Чернеччина.

Найбільші поселення волості станом на 1914 рік:
- село Краснопілля — 7486 мешканців;
- село Чернеччина — 3467 мешканців;

Старшиною волості був Лупко Павло Петрович, волосним писарем — Пащенко Іван Трохимович, головою волосного суду — Панченко Петро Якимович.